# Miradolo Terme

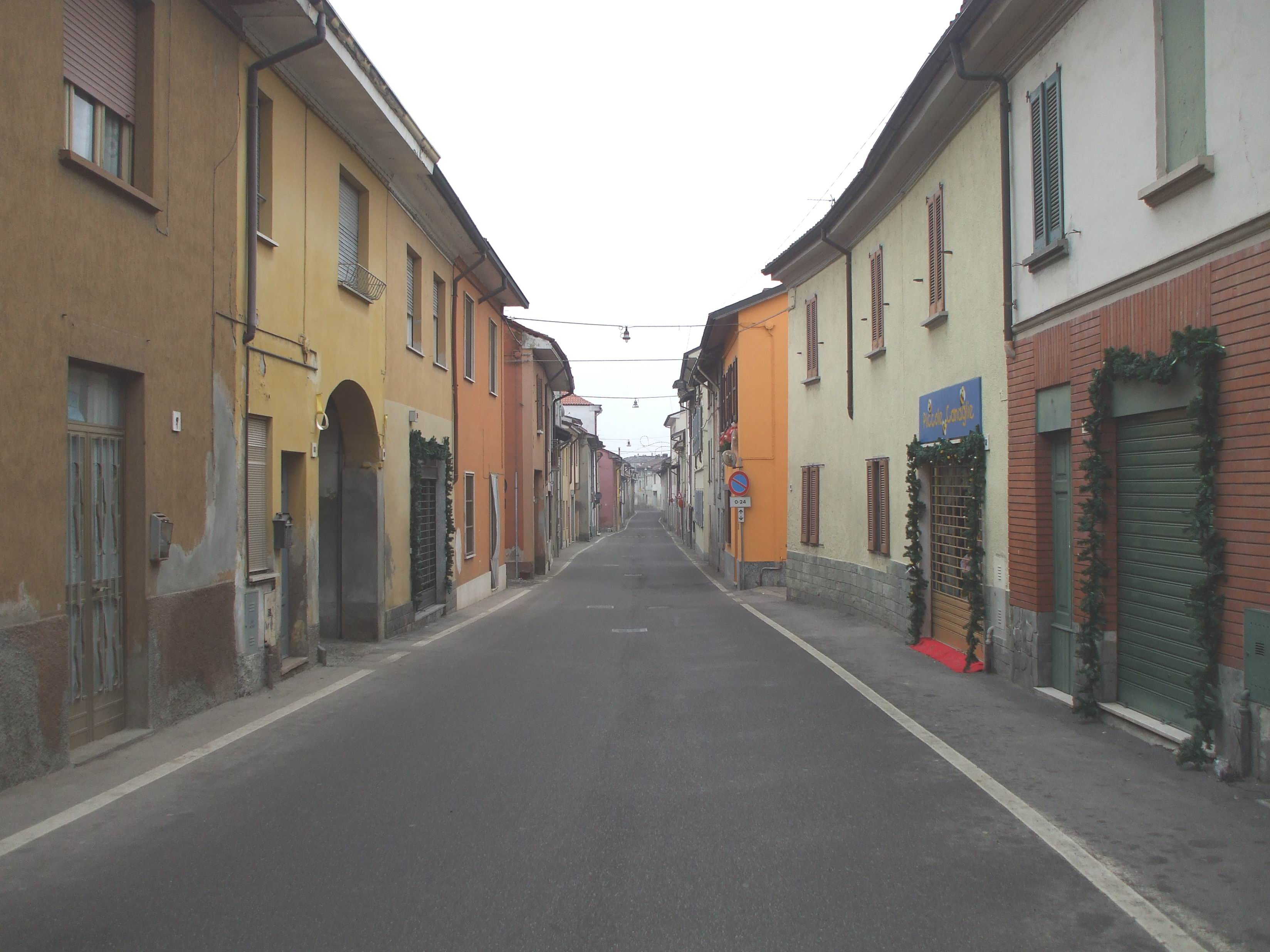
Straße im Ortskern von Miradolo Terme

Miradolo Terme ist eine norditalienische Gemeinde (comune) mit 3843 Einwohnern (Stand: 31. Dezember 2023) in der Provinz Pavia in der Region Lombardei. Schutzpatron des Ortes ist der Erzengel Michael.

## Geographie
Das Gemeindegebiet umfasst eine Fläche von 9,56 km². Der Ort liegt auf einer Höhe von 72 Metern über dem Meer. Einziger Ortsteil (Frazione) ist Camporinaldo. Die Nachbargemeinden sind Chignolo Po, Graffignana (LO), Inverno e Monteleone, San Colombano al Lambro (MI), Sant’Angelo Lodigiano (LO) und Santa Cristina e Bissone. Miradolo Terme grenzt an die Provinz Lodi und an die Metropolitanstadt Mailand.
Miradolo Terme hat einen Bahnhof an der Bahnstrecke Pavia–Cremona. Der Ort liegt an der Via Francigena.